# آنری ترویا
لو تاراسف (Լևոն Թորոսյան/Lev Tarassov) معروف به هانری ترویا (به ارمنی: Անրի Թրուայա)؛ (به فرانسوی: Henri Troyat) نویسنده قرن بیستم میلادی اهل فرانسه است. وی از شخصیت‌های برجسته ادبیات معاصر فرانسه و نویسنده بیش از یک‌صد کتاب داستانی و غیرداستانی بود. وی همچنین یکی از بزرگ‌ترین نویسندگان، مورخان و رمان‌نویسان فرانسه بود.

## زندگی

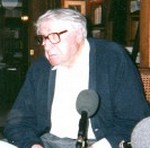

هانری ترویا ۱ نوامبر ۱۹۱۱ در مسکو و در یک خانواده ارمنی‌تبار به دنیا آمد. افراد خانواده در جریان انقلاب روسیه تمام اموال خود را از دست دادند و از روسیه متواری شدند، مدتی را در استانبول و مدتی را در اتریش و بعد هم مدتی را در ونیز گذراندند تا در نهایت در سال ۱۹۲۰ در پاریس ساکن شدند. ترویا در فرانسه به تحصیل حقوق پرداخت اما با چاپ اولین کتابش روز اشتباه که با استقبال فراوان روبه رو شد به یک داستان‌نویس حرفه‌ای بدل شد و اولین جایزه ادبی خود را در سن ۲۴ سالگی دریافت کند. با انتشار پنجمین کتاب عنکبوت توانست جایزه گنکور سال ۱۹۳۸ را کسب نمایند. اگرچه آثارش را به زبان فرانسوی می‌نوشت، اما موضوع بیش‌تر کتاب‌هایش دربارهٔ روسیه بود. وی در روز شنبه ۲ مارس ۲۰۰۷ زمانی که در ضیافت نهار آکادمی فرانسه در پاریس حضور داشت در سن ۹۵ سالگی درگذشت.
وی که در سال ۱۹۵۹ عضو فرهنگستان فرانسه شده بود طولانی‌ترین مدت حضور در این آکادمی را داشت.
از او بیش از یک‌صد کتاب، رمان و شرح حال به جای مانده، که از مهم‌ترین شرح‌حال‌های نوشته‌شده به قلم او به لئو تولستوی، آنتوان چخوف، بوریس پاسترناک، انوره دو بالزاک، گوستاو فلوبر، الکساندر دوما و ایوان تورگنیف می‌توان اشاره کرد.

## برگردان آثار به فارسی
کتاب‌های «راز عشق»، «چخوف»، «تولستوی»، «کاترین کبیر»، «شقایق و برف»، «شب مار سفید»، «روزهای خاکستری» شماری از کتاب‌های ترجمه شده ترویا به زبان فارسی هستند.
از هانری ترویا رمان‌های «تصویری در آینه» توسط داود نوابی (۱۳۵۵)، «ایوان مخوف» توسط مهین میلانی (۱۳۶۴)، «آوای غربت دل» توسط هوشنگ لاهوتی (۱۳۶۸)، «پرستار فرانسوی» (۱۳۷۱) و «پسر ساتراپ» (۱۳۷۸) توسط مهدی سمسار، «عنکبوت» توسط پرویز شهدی (۱۳۹۴)به فارسی ترجمه شده‌است.